# Caroliner
Der Caroliner ist ein kleiner dänischer Küstenmotorschiffstyp der 1950er Jahre.

## Geschichte
Die dänische Küstenschiffsflotte bestand nach dem Ende des Zweiten Weltkriegs zu einem großen Teil aus überalterter Zweithandtonnage deutscher und niederländischer Bauart, zum Teil auch noch aus hölzernen Küstenseglern. Das Bauprogramm des Caroliner-Schiffstyps wurde seinerzeit zur Verjüngung dieser Flotte durch Fördermittel des Marshallplans angestoßen. Der Entwurf stammte von H. C. Christensens Staalskibsværft in Marstal, die mit 20 von insgesamt 23 Einheiten auch den Löwenanteil der Serie baute. Zwei Schiffe des Typs entstanden auf der Svendborg Skibsværft in Svendborg und ein Caroliner wurde von der Skibsværftet Lilleø in Korsør gefertigt. Darüber hinaus wurden von Christensens 1956 (Hjelm) und 1958 (Rosenvold) zwei Kümos und 1954 bis 1958 von der Svendborg Skibsværft vier Gastanker (Sørine Tholstrup, Elsa Tholstrup, Inger Tholstrup und Betty Nordgas) gebaut, deren Konstruktion auf dem Caroliner-Entwurf beruht. Der Name der Serie geht auf das Typschiff Caroline zurück. Heute sind noch zwei Caroliner, die Caroline S und die Samka, als Museumsschiffe erhalten.

## Technik
Die Schiffe verfügen über ein achtern angeordnetes Deckshaus über dem Maschinenraum und einem einzelnen mittschiffs angeordneten Laderaum von weitestgehend unverbauter Form mit geringem Unterstau und erhöhtem Vorschiff. Die Luke des Laderaums wird mit hölzernen Lukendeckeln und Persenningen verschlossen. Die Tragfähigkeit der 33,48 Meter langen und 6,51 Meter breiten Caroliner liegt bei 240 Tonnen bei einem Tiefgang von 2,30 Metern. Beim Bau erhielten die Schiffe zwei einfache Ladebäume, die vor und hinter dem Laderaum angeordnet sind.
Der Antrieb der Baureihe besteht aus einem 265 PS leistenden Viertakt-Dieselmotor, der eine Geschwindigkeit von acht bis neun Knoten erlaubt. Es kamen verschiedene Baumuster der Hersteller Vølund Diesel, Callesen, MaK und B&W Alpha-Diesel zum Einsatz.

## Die Schiffe
| Caroliner                                     | Caroliner                             | Caroliner  | Caroliner          | Caroliner                                                                                     | Caroliner | Caroliner | Caroliner |
| Bauname                                       | Bauwerft Baunummer                    | IMO-Nummer | Ablieferung        | Auftraggeber                                                                                  | Umbenennungen und Verbleib |           |           |
| --------------------------------------------- | ------------------------------------- | ---------- | ------------------ | --------------------------------------------------------------------------------------------- | --- | --------- | --------- |
| Caroline                                      | H. C. Christensens Staalskibsværft/50 | 5064790    | 21. September 1951 | Albert Hansen Petersen, Vejle                                                                 | 1986 Bente Bach, 1988 bei Skibsværft Toft, Gråsten verlängert, 1993 Ramona M, 1994 My Boat, 2002 Mr. Calvin, ab 1. Juni 2012 nicht mehr im Register geführt |           |           |
| Majlith                                       | H. C. Christensens Staalskibsværft/51 | 5217878    | 1952               | Johannes C. Jespergaard, Ærøskøbing                                                           | 1959 bei der Bauwerft verlängert, 1970 Loeno, 1986 Ocante, ab Juli 2001 nicht mehr im Register geführt |           |           |
| Jens Wal                                      | H. C. Christensens Staalskibsværft/55 | 5171672    | 1952               | Niels Waldemar Hansen, Vedbæk                                                                 | 1965 bei Aabenraa Værft verlängert, 1978 Birgit Thor, am 5. Oktober 1978 südlich Sjaellands Odde gesunken |           |           |
| Burgundia                                     | H. C. Christensens Staalskibsværft/52 | 5205693    | 1952               | Ludvig Johs. Hansen, Poul Jensen Dam, Rønne                                                   | Am 18. September 1958 im Schlechtwetter vor Bornholm gesunken, komplette Besatzung kommt dabei um, am 30. Juli 1959 von Alnwick Harmstorf, gehoben und bei Lilleø Skibsværft, Korsør repariert und verlängert, 1960 Leisa, nicht mehr im Register geführt                                                                                   |           |           |
| Stevnsland                                    | H. C. Christensens Staalskibsværft/54 | 5340950    | 25. Oktober 1953   | Thomas Højlund Hansen, Thurø                                                                  | Lone Stevns, Eva Viking, Saturn, Gitte Gry, Hanne Gry, Martine, 2014 im Register geführt |           |           |
| Inger Klit                                    | H. C. Christensens Staalskibsværft/56 | 5161196    | März 1954          | Waldemar Klitgaard-Lund, Karrebæksminde                                                       | 1972 bei Aabenraa Værft verlängert, am 14. Februar 1980 nach Kollision mit der Lina von Bargen auf einer Reise von Flensburg nach Frederiksværk gesunken |           |           |
| Dora                                          | H. C. Christensens Staalskibsværft/58 | 5092682    | 1954               | Albert Hansen Petersen, Vejle                                                                 | 1967 durch Aabenraa Værft verlängert, 1986 Sarah Rousing, 1989 zum Sandsauger Ral I umgebaut, 1990 Ral, ab 21. Februar 2004 verschrottet |           |           |
| Lilly-Arre                                    | H. C. Christensens Staalskibsværft/59 | 5208384    | 8. Januar 1955     | Aksel Kristensen, Marstal                                                                     | 1966 durch Aabenraa Værft verlängert, 1975 Arca Verde III |           |           |
| Thurø                                         | Svendborg Skibsværft/71               | 5360754    | 25. Januar 1955    | Mads Jensen Madsen, Thurø                                                                     | 1972 Øystjernen, 1977 Eidetind, am 23. Juli 1977 nach Motorschaden im Sortlandsund aufgelaufen und gesunken, im August 1977 vom Bergungsunternehmen M. J. Ødegaard gehoben und nach Alsvåg geschleppt, dort kondemniert, im Dezember 1979 von Alsvåg mek. Verksted in Harstad übernommen, Mai 1985 im norwegischen Schiffsregister gelöscht |           |           |
| Grollen                                       | H. C. Christensens Staalskibsværft/-  | 5136464    | 31. Mai 1955       | Hans Albert Boye, Marstal                                                                     | 1958 und 1964 durch Svendborg Skibsværft verlängert, 1966 Birka, 1985 Jannie Vad, 1989 in die Karibik verkauft |           |           |
| Stella Rask                                   | H. C. Christensens Staalskibsværft/62 | 5340479    | 1955               | Søren Peder Christensen, Vejle                                                                | 1972 Stjernen, 1981 Blue Star, 1981 Salina, 1985 Falkvåg, 1987 Isvik, 2010 im Register gelöscht, 2011 Umbau zum Wohnboot in Amsterdam vorgesehen |           |           |
| Ballen                                        | Svendborg Skibsværft/73               | 5034707    | 20. September 1955 | Interessentskabet Ballen, Hasseris (Christian Peter Nyborg, Aalborg & Mogens Sørensen, Grenå) | 1966 durch Aalborg Værft verlängert, 1977 Kamina, 1992 Rie, 1992 Tamino, 2010 im Register gelöscht |           |           |
| Saxo                                          | H. C. Christensens Staalskibsværft/68 | 5314951    | 20. Juni 1956      | Arne Christian Mortensen, Nørresundby                                                         | 1965 durch Frederikshavn Værft verlängert, 2010 im Register gelöscht |           |           |
| Helika                                        | H. C. Christensens Staalskibsværft/70 | 5146914    | 1956               | Klaus Rasmussen Hansen, Marstal                                                               | 1969 Helle Rask, am 12. April 1970 auf einer Reise von Rotterdam nach Hälsingborg mit Borax leckgeschlagen und gesunken, am 16. April gehoben und nach Esbjerg geschleppt und repariert, 1971 Skrue, 2003 Equuleus, 2014 so registriert |           |           |
| Samka                                         | H. C. Christensens Staalskibsværft/69 | 5308794    | 20. November 1956  | Partrederi Arne Flyvbjerg, Nørresundby                                                        | 1997 Museumsschiff, so in Fahrt |           |           |
| Anne Birthe                                   | H. C. Christensens Staalskibsværft/72 | 5018882    | 6. Mai 1957        | Ejnar Petersen, Marstal                                                                       | 1969 Malmøy, am 25. November 1990 Grundberührung vor Bodø, am Tag darauf gekentert und gesunken |           |           |
| Monsunen                                      | H. C. Christensens Staalskibsværft/74 | 5239876    | 17. September 1957 | Carlo Hans Christian Andersen, Vindeby                                                        | 1964 durch Svendborg Skibsværft verlängert, am 2. April 1982 im Falklandkrieg von Argentiniern übernommen, am 23. Mai bei Angriff durch britische Kriegsschiffe HMS Yarmouth und HMS Brilliant auf Grund gelaufen, am 3. Juni wieder flott und später für Großbritannien verwendet, 1992 Navisur, 2000 Navarino, 2014 so registriert        |           |           |
| Ebba Klit                                     | H. C. Christensens Staalskibsværft/64 | 5405334    | 6. Dezember 1957   | Interessentskabet af 1957 (Carl Ludvig Klitgaard-Lund), Karrebæksminde                        | 1963 Ida Baagø, 1967 Ripnes, 1986 Sølv Trans, 1995 Froyhav, 2001 Bugoynes, ab 29. März 2011 verschrottet |           |           |
| Gert Hansen                                   | H. C. Christensens Staalskibsværft/71 | 5130018    | 29. Mai 1958       | Hans Christian Hansen, Marstal                                                                | 1967 Geila, 1974 Drågen, 1977, OK, 1981 Fjell Transport, 1984 Tika, 1997 Nordkoral, 2008 Nordkoral II, 2016 in Stokksund verschrottet |           |           |
| Hanne Hansen                                  | H. C. Christensens Staalskibsværft/-  | 5141691    | 31. Juli 1958      | Hans Christian Hansen, Marstal                                                                | 1999 Queen Polina, 2006 ohne offizielle Umbenennung als Patience in Fahrt, 2010 im Register gelöscht |           |           |
| Rio                                           | H. C. Christensens Staalskibsværft/-  | 5295480    | 8. Oktober 1958    | Hans Jensen Johansen, Marstal                                                                 | am 25. Oktober 1958 auf einer Reise von Hamburg nach Esbjerg mit Eisenschlamm in der Nordsee gekentert, danach von der Bauwerft repariert und wieder in Fahrt, im Februar 1967 durch Svendborg Skibsværft verlängert, 1978 Cetus, 2010 im Register gelöscht                                                                                 |           |           |
| Hannibal                                      | Skibsværftet Lilleø/1                 | 5141811    | 10. Januar 1959    | Hans Dahl, Årøsund                                                                            | am 6. Oktober 1973 auf einer Reise von Vlissingen nach Kopenhagen mit Chromsand auf der Elbe mit der Kano Palm kollidiert und gesunken, vom Schwimmkran Magnus 1 gehoben und nach Cuxhaven gebracht, im November zum Abbruch an Karl Plambeck verkauft                                                                                      |           |           |
| Janto                                         | H. C. Christensens Staalskibsværft/77 | 5170109    | 12. Dezember 1959  | Preben Holm Gramstrup Christensen, Bolbro                                                     | 1965 Jane, 1994 Caroline Samsø, 2002 Caroline S, so in Fahrt |           |           |
| Mit dem Caroliner-Entwurf verwandte Einheiten |                                       |            |                    |                                                                                               | |           |           |
| Sørine Tholstrup                              | Svendborg Skibsværft/68               | 5334547    | 1954               | Dansk Flaskegas / Brødrene Tholstrup, Roskilde / Kosangas, Kopenhagen                         | 1965 Kosmogaz, Verbleib unbekannt |           |           |
| Elsa Tholstrup                                | Svendborg Skibsværft/76               | 5102580    | 1955               | Dansk Flaskegas / Brødrene Tholstrup, Roskilde                                                | 1975 Kosmogaz II, Verbleib unbekannt |           |           |
| Inger Tholstrup                               | Svendborg Skibsværft/77               | 5161249    | 1956               | Dansk Flaskegas / Brødrene Tholstrup, Roskilde                                                | 1965 Polargas, Verbleib unbekannt |           |           |
| Betty Nordgas                                 | Svendborg Skibsværft/85               | 5043629    | 12. November 1958  | Nordisk Flaskegas, Esbjerg                                                                    | 2009 zum Wohnschiff Varia Nova umgebaut |           |           |
| Hjelm                                         | H. C. Christensens Staalskibsværft/67 | 5151751    | 23. April 1956     | Aarhus Sten- og Gruskompagni ved Brøderne Nielsen, Aarhus                                     | 1968 Arnanes, Verbleib unbekannt |           |           |
| Rosenvold                                     | H. C. Christensens Staalskibsværft/63 | 5300053    | 26. März 1958      | Rederiet Vejle af 1957, Vejle                                                                 | 1964 verlängert, 1965 Janto, 1985 Dan Trader, 2014 so registriert |           |           |